# Gem (Kansas)
Gem es una ciudad ubicada en el de condado de Thomas en el estado estadounidense de Kansas. En el año 2010 tenía una población de 88 habitantes y una densidad poblacional de 110 personas por km².

## Geografía
Gem se encuentra ubicada en las coordenadas 39°25′33″N 100°53′47″O / 39.42583, -100.89639 (39.425730, -100.896294).

## Demografía
Según la Oficina del Censo en 2000 los ingresos medios por hogar en la localidad eran de $38,500 y los ingresos medios por familia eran $45,417. Los hombres tenían unos ingresos medios de $26,875 frente a los $21,875 para las mujeres. La renta per cápita para la localidad era de $16,805. Alrededor del 8.1% de la población estaban por debajo del umbral de pobreza.